# Jean-Marie Querville
Jean-Marie Querville (ur. 9 stycznia 1903 w Tours, zm. 30 grudnia 1967 w Blois) – francuski wojskowy, admirał, dowódca okrętów podwodnych, głównodowodzący Francuskiej Floty na Morzu Śródziemnym, główny inspektor marynarki wojennej.

## Biografia
Urodził się w Tours 9 stycznia 1903 jako syn architekta. W 1921 wstąpił do École navale, dostał przydział na krążownik „Strasbourg”. Brał udział w wojnie o Rif. W październiku 1925 awansował na porucznika marynarki (enseigne de 1re classe), w maju 1926 zdobył patent oficera łączności i został przeniesiony na niszczyciel „Matelot Leblanc”. W 1927 przydzielony do służby na okrętach podwodnych, w marcu 1930 otrzymał awans na kapitana marynarki (lieutenant de vaisseau), w 1931 został pierwszym oficerem na „Aréthuse”. W sierpniu 1934 objął swoje pierwsze dowództwo na „Sirène”. W latach 1936–1938 dowodził okrętem „Souffleur”. Rok później pełnił funkcje oficera łącznikowego w Singapurze, tam zastał go wybuch wojny oraz kapitulacja Francji.
Zdecydowany kontynuować walkę, dotarł we wrześniu 1940 do Wielkiej Brytanii, awansowany do rangi komandora podporucznika (capitaine de corvette) dostał przydział do sztabu głównego sił morskich Wolnej Francji w Londynie. W lutym 1941 objął dowództwo okrętu podwodnego „Junon”, 1 lipca otrzymał promocję na stopień komandora porucznika (capitaine de frégate) a w sierpniu został dowódcą 1. Dywizjonu Okrętów Podwodnych Wolnej Francji, w skład którego wchodziły: „Minerve”, „Rubis” i „Junon”.
„Junon”, okręt flagowy dywizjonu, wykonywał najbardziej niebezpieczne misje, patrolował fiordy u wybrzeży norweskich, gdzie często ukrywały się niemieckie krążowniki i pancerniki. Atakował wrogie jednostki i przerzucał agentów oraz komandosów, między innymi oddział który zaatakował zakład produkcji ciężkiej wody we wrześniu 1942. Dzięki tej operacji Querville zdobył reputację specjalisty od trudnych zadań.
12 stycznia 1943 został odznaczony orderem Compagnon de la Libération, po czym otrzymał przydział do sztabu osobistego generała De Gaulle’a. W listopadzie 1943 został dowódcą fregaty „Aventure” z 1. Dywizjonu Fregat. Jako dowódca dywizjonu brał udział w lądowaniu w Normandii w czerwcu 1944. Eskortował 102 alianckie konwoje między Wielka Brytanią i Francją, a gdy w nocy 22 czerwca eskadra Ju 88 zaatakowała torpedami konwój, który eskortował „Aventure”, okręt odpowiedział ogniem i zestrzelił jeden lub dwa wrogie samoloty.
Jean-Marie Querville podczas drugiej wojny światowej spędził łącznie w operacjach bojowych na morzu 34 miesiące.
Po zakończeniu działań wojennych, Querville awansował na komandora (capitaine de vaisseau) oraz objął dowództwo krążownika „Suffren”. W latach 1948–1950 podczas wojny indochińskiej dowodził marynarką w Tonkinie, trzykrotnie wymieniony w rozkazie dziennym. Po promocji na kontradmirała (contre-amiral) w marcu 1951 został komendantem portu Brest. Ponownie wysłany do Indochin objął dowodzenie Floty Dalekowschodniej. W 1956 otrzymał awans na wiceadmirała oraz dowództwo Floty w Afryce Środkowej, a trzy lata później na wiceadmirała eskadry (vice-amiral d'escadre) i stanowisko dowódcy Floty Śródziemnomorskiej. W październiku 1962 promowany na stopień admirała, służbę zakończył na stanowisku Głównego Inspektora Marynarki Wojennej.
Admirał Jean-Marie Querville zmarł 30 grudnia 1967 w Blois.

## Awanse
- październik 1925: porucznik marynarki (enseigne de 1re classe)
- marzec 1930: kapitan marynarki (lieutenant de vaisseau)
- 1940: komandor podporucznik (capitaine de corvette)
- 1 lipca 1941 komandor porucznik (capitaine de frégate)
- lipiec 1945: komandor (capitaine de vaisseau)
- 1951? : kontradmirał (contre-amiral)
- 1956: wiceadmirał (vice-amiral)
- 1959: wiceadmirał eskadry (vice-amiral d'escadre)
- październik 1962: admirał (amiral)

## Odznaczenia
- Wielki Oficer Legii Honorowej
- Order Wyzwolenia[3]
- Krzyż Wojenny
- Croix de guerre des Théâtres d’opérations extérieurs (Krzyż Wojenny Zamorskich Teatrów Działań Wojennych)
- Krzyż Waleczności Wojskowej
- Order Wybitnej Służby
- Krzyż Wybitnej Służby
- Kawaler Orderu Świętego Olafa
- Komandor Orderu Gwiazdy Czarnej
- Krzyż Oficerski Orderu Gwiazdy Anjouan
- Wielki Oficer Orderu Narodowego Wietnamu

## Upamiętnienie
W jego rodzimym Tours jeden z placów nosi jego imię. W Blois jednej z ulic nadano jego imię.